# Kanal durch die Frische Nehrung

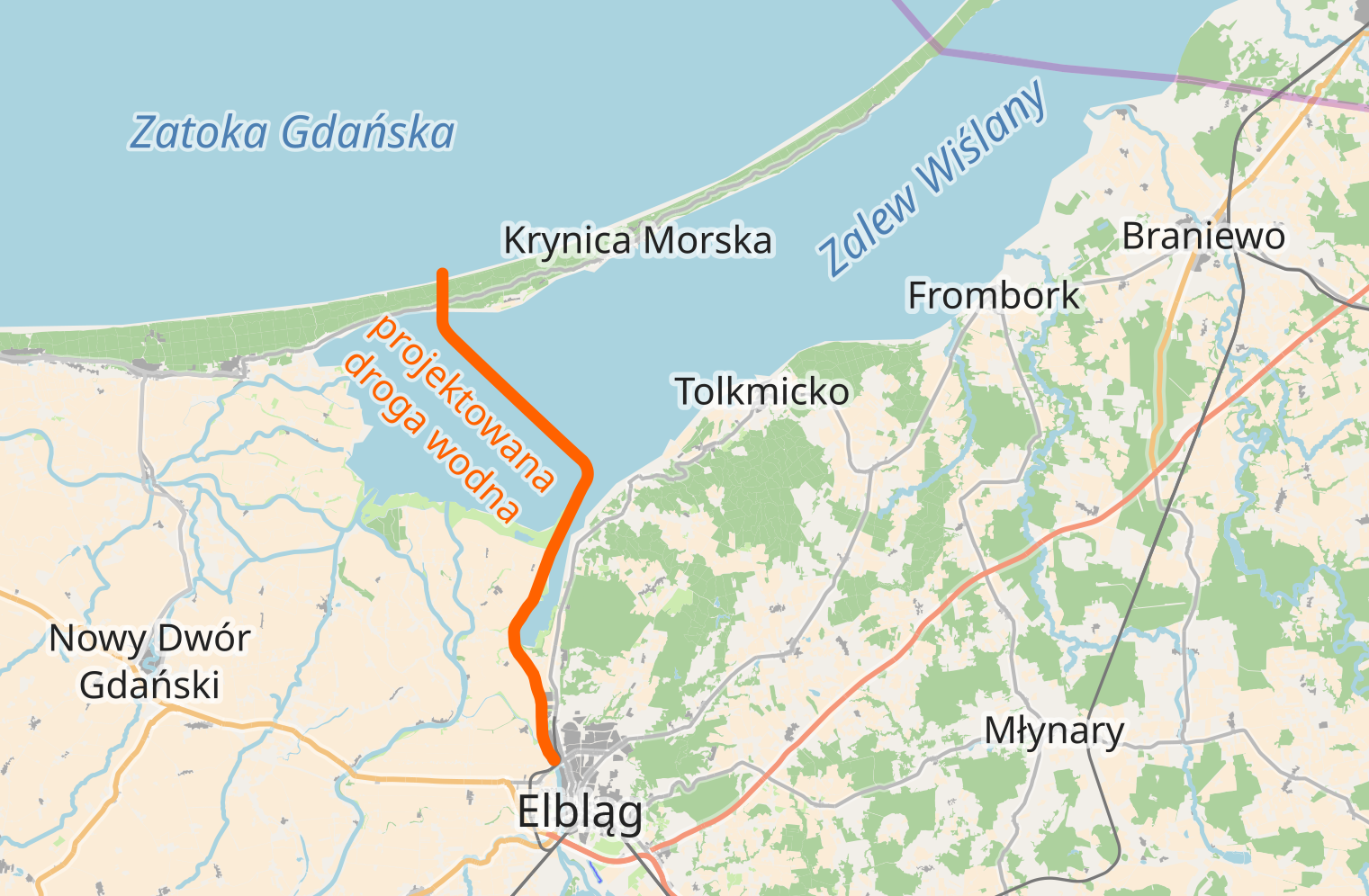
Der Wasserweg von Elbląg (Stadt) über Elbląg (Fluss), Frisches Haff und die Frische Nehrung zur Danziger Bucht

Der Kanal durch die Frische Nehrung (polnisch Kanał przez Mierzeję Wiślaną, übersetzt und auch international verwendet: Kanal durch die Weichsel-Nehrung) ist ein Schifffahrtskanal in Polen, der von der Danziger Bucht zum Frischen Haff führt, wo er Anschluss an den Fluss Elbląg hat. Er wurde am 17. September 2022, dem 83. Jahrestag der Sowjetischen Besetzung Ostpolens, eröffnet.

## Geschichte

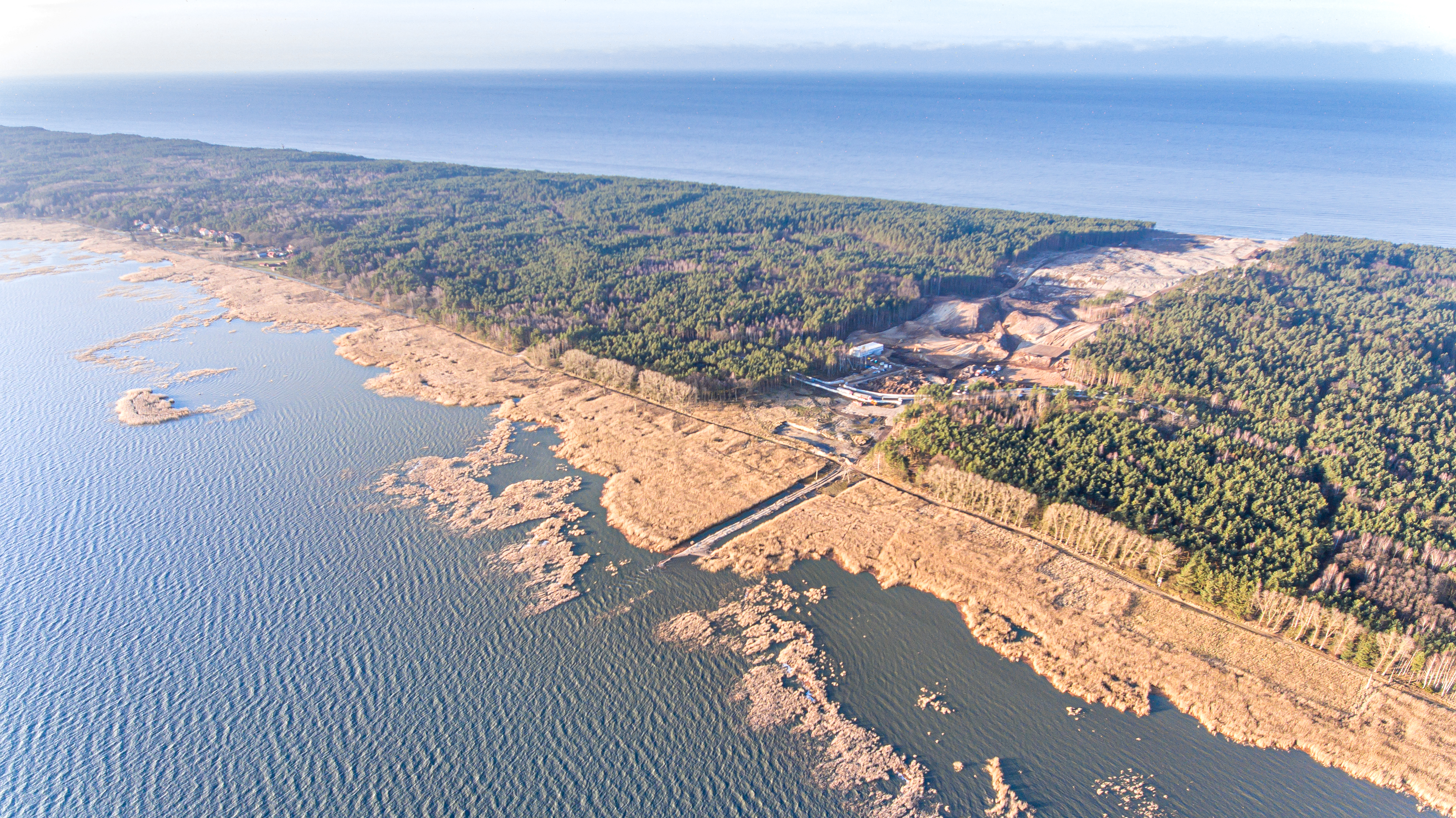
Luftbild der Bauarbeiten (2020)

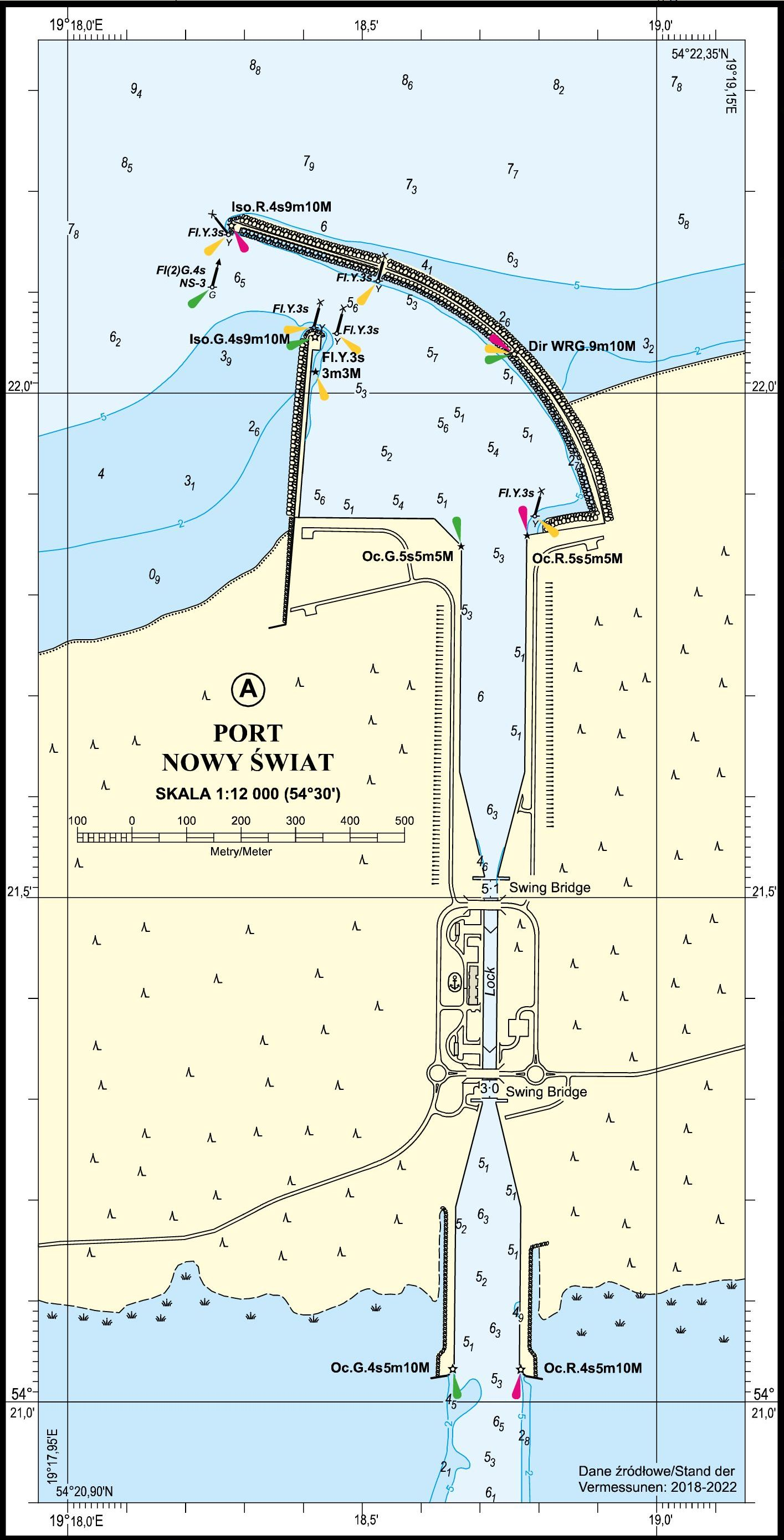
Kanal durch die Frische Nehrung

Bereits Friedrich II. hatte nach der ersten polnischen Teilung 1772 einen Kanalbau durch die Frische Nehrung erwogen, um das Preußen zugefallene Elbing zu einem Konkurrenten zur bei Polen verbliebenen Stadt Danzig zu machen. Da Danzig seinerseits jedoch mit der zweiten polnischen Teilung 1793 zu Preußen kam, wurde der Kanalbau überflüssig.
1874 machte der damals sehr einflussreiche Danziger Stadtarchitekt Julius Albert Licht den Vorschlag, das Frische Haff weitgehend trockenzulegen und als fruchtbares Polderland landwirtschaftlich zu nutzen. Der Elbinger Stadtrat griff diesen Gedanken Ende der 1920er Jahre auf und stellte 1932 eine „Denkschrift über die Trockenlegung des Frischen Haffs und den Durchstich durch die Frische Nehrung bei Kahlberg“ vor.
Etwa 65 Prozent des Haffs sollten trockengelegt werden. Auf rund 540.000 Hektar Neuland hätten dann bis zu 13.000 angeworbene Siedlerfamilien wirtschaften können, geschützt durch Deiche, Pumpwerke und Meliorationsgräben. Bestehen bleiben sollten nur die Gewässer am Pillauer Seetief mit der Fahrrinne nach Königsberg, Elbing sollte durch einen sechs Meter tiefen Kanal zum Nehrungsdurchstich bei Kahlberg mit der Ostsee verbunden werden.
Ein zweiter Kanal durch die trockengelegte Nehrung war nach Königsberg geplant. Dieser Plan geriet nach der Machtübernahme des NS-Regimes 1933 bald in Vergessenheit.
Bereits in den 1960er und 1970er Jahren gab es Überlegungen seitens Polen, einen Durchstich durch die Frische Nehrung zu schaffen. Diese Projekte scheiterten an nicht vorhandenen Geldern hierfür. Im Mai 2016 verabschiedete die polnische Regierung eine Resolution zum Bau des Kanals und dessen Finanzierung aus dem Staatshaushalt in den Jahren 2017 bis 2022. Die Russische Föderation sah darin einen Affront und behauptete, dass der Kanal für NATO-Schiffe gebaut und eine Gefahr für die Enklave Kaliningrad darstellen würde.
Im Februar 2019 wurde auf der Frischen Nehrung für den Kanal auf einer 200 Meter breiten Schneise der Wald gefällt. Die Bauarbeiten sollten im September 2022 beendet sein, die Eröffnung war am 17. September 2022.

## Technische Daten
Das Projekt besteht aus mehreren Bauphasen:
1. Bau des Kanals durch die Nehrung mit vorgelagertem Hafen mit Wellenbrechern für wartende Schiffe
2. Arbeiten im Fluss Elbląg zwischen dem Haff und dem etwa 6 km im Landesinnern liegenden Hafen Elbląg
3. Ausbaggerung einer Fahrrinne zwischen dem Kanal und dem Hafen Elbląg.

Der Kanal hat eine Länge von 1300 m, eine Breite von 40 m an der Kanalsohle und 80 m an der Oberfläche und eine Tiefe von 5 m. Schiffe mit einer Länge von 100 m, einer Breite von 20 m und einem Tiefgang von 4 m können ihn passieren. Am Südende hat er eine Schleuse und zwei Drehbrücken der Droga wojewódzka 501. Die Schleuse soll weitgehend das Eindringen von Salzwasser aus der Ostsee in das Haff verhindern.

## Galerie

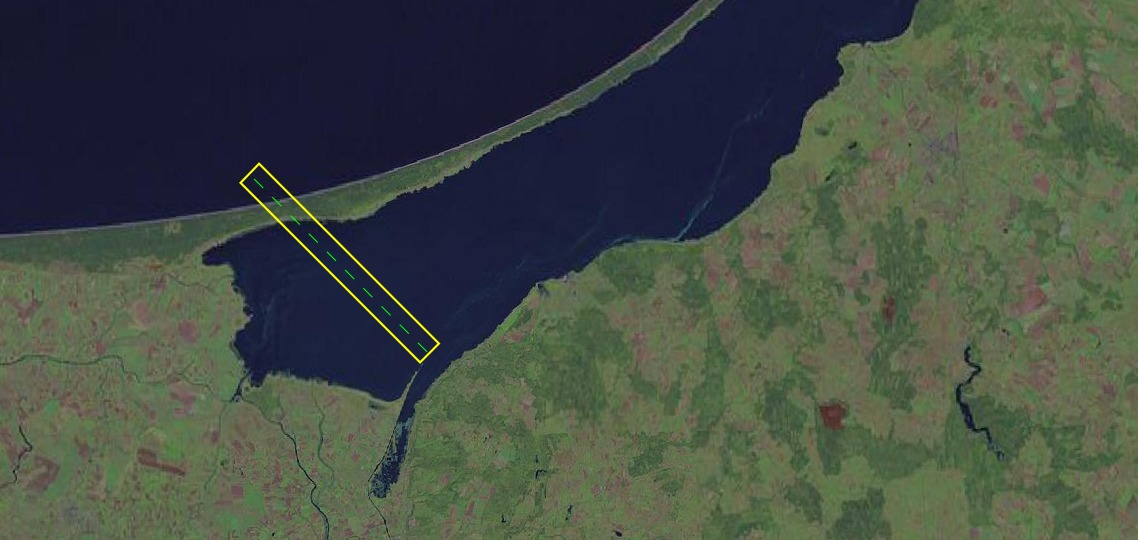
Kanal auf dem Satellitenbild
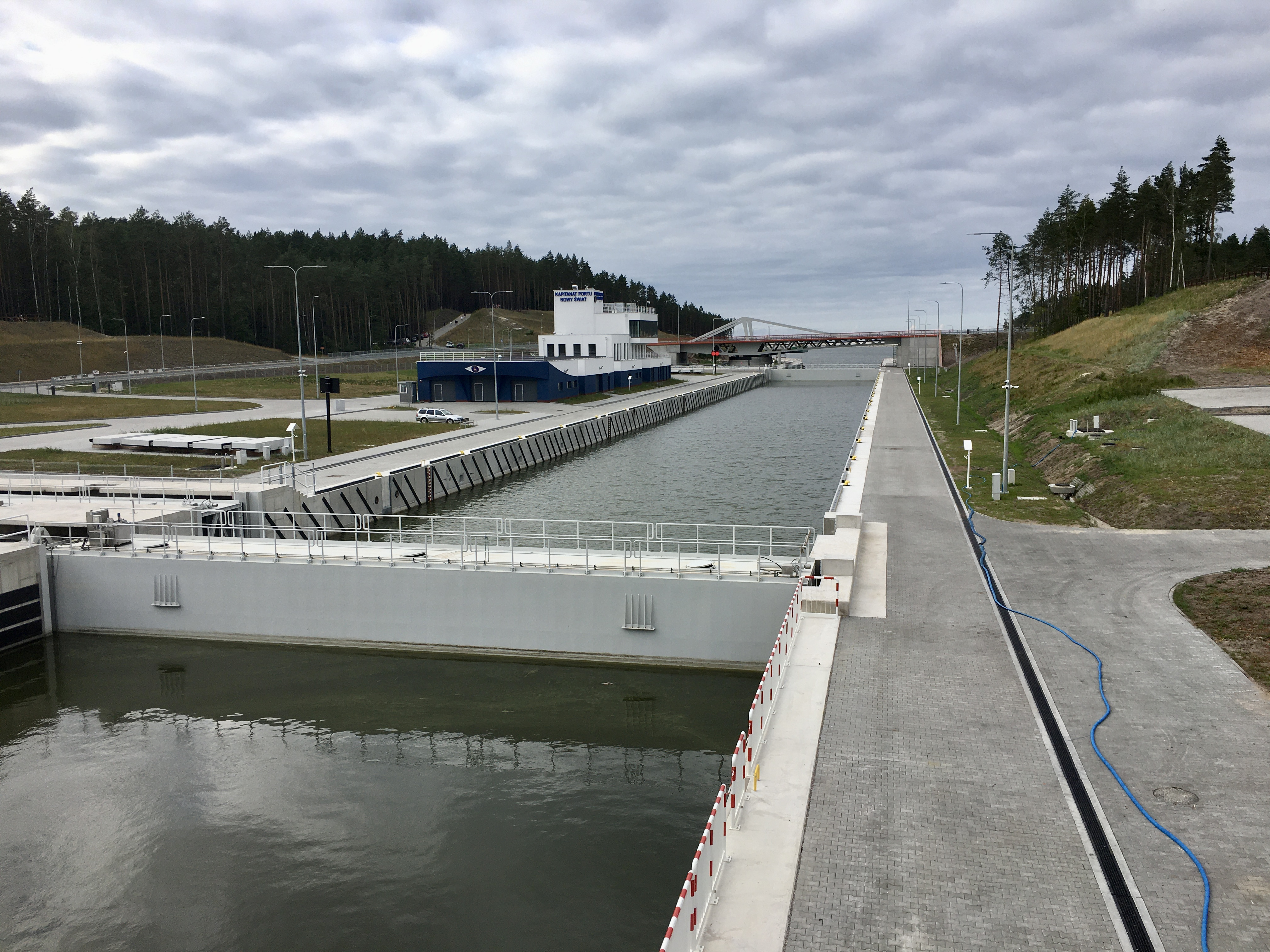
Kanal (2022)
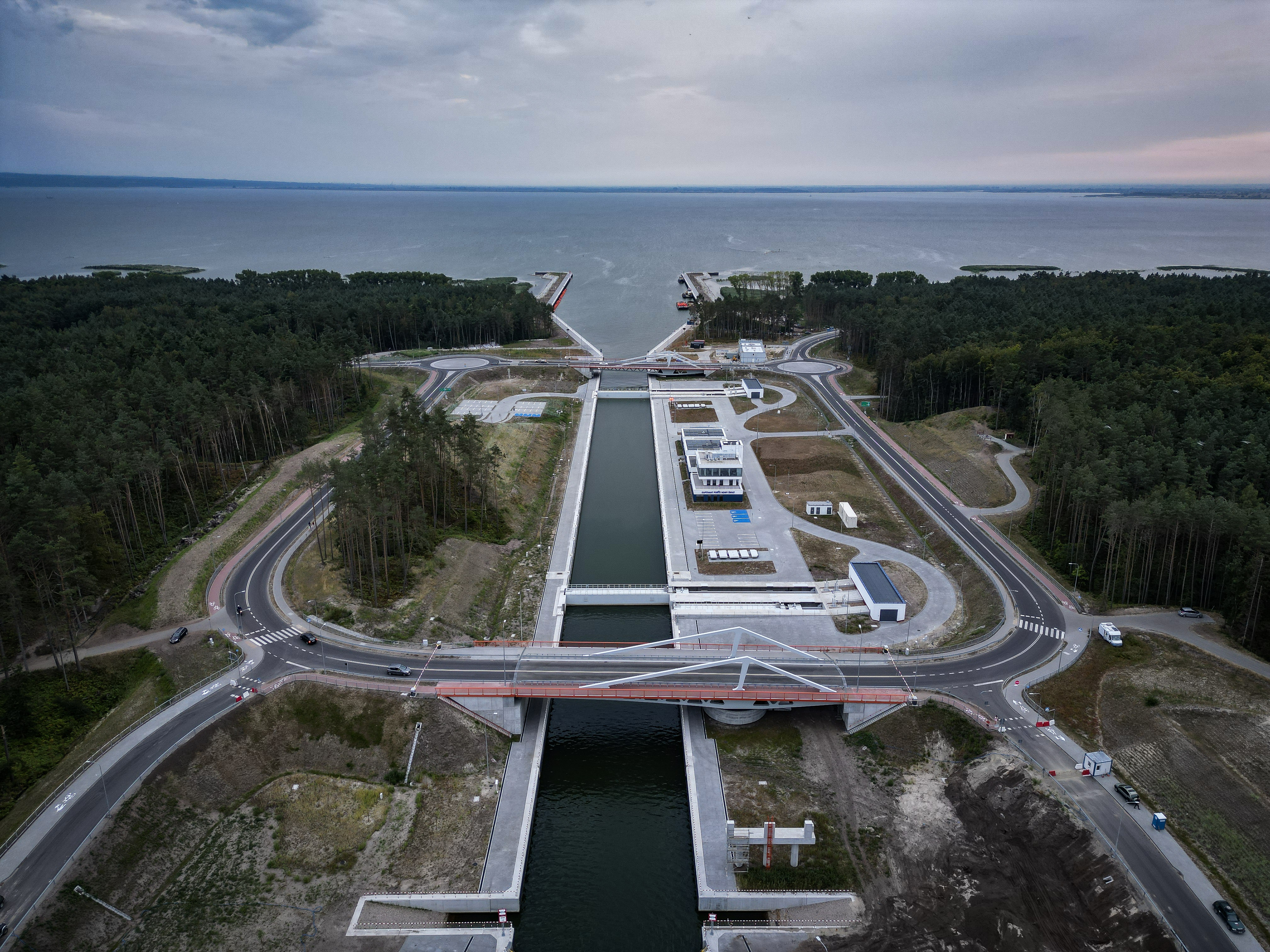
Drohnenbild (2022)
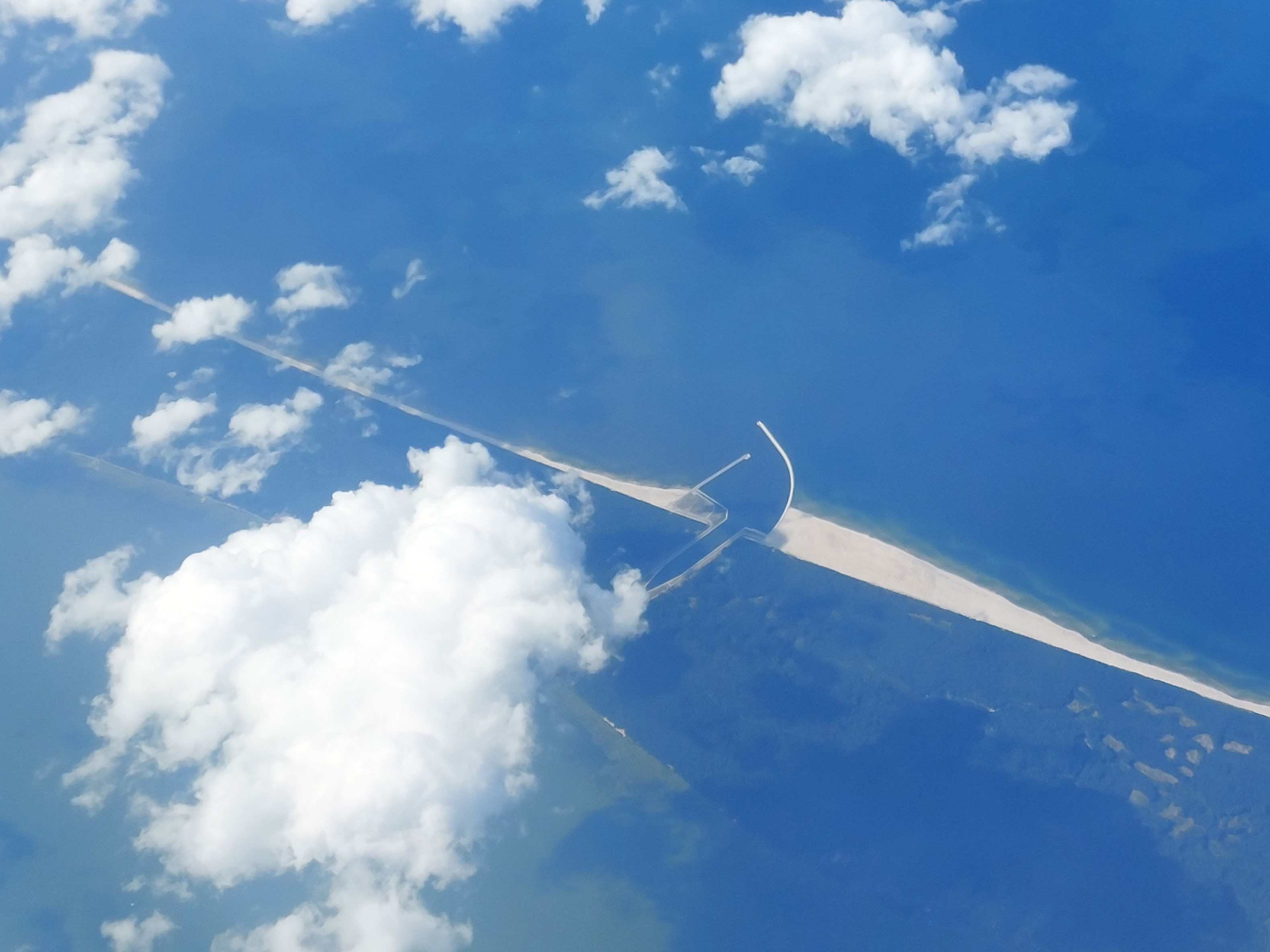
Kanal durch die Frische Nehrung vom Flugzeug aus (2024)